# Josefine Swoboda

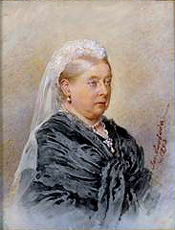
Viktória brit királynő arcképe (1893)

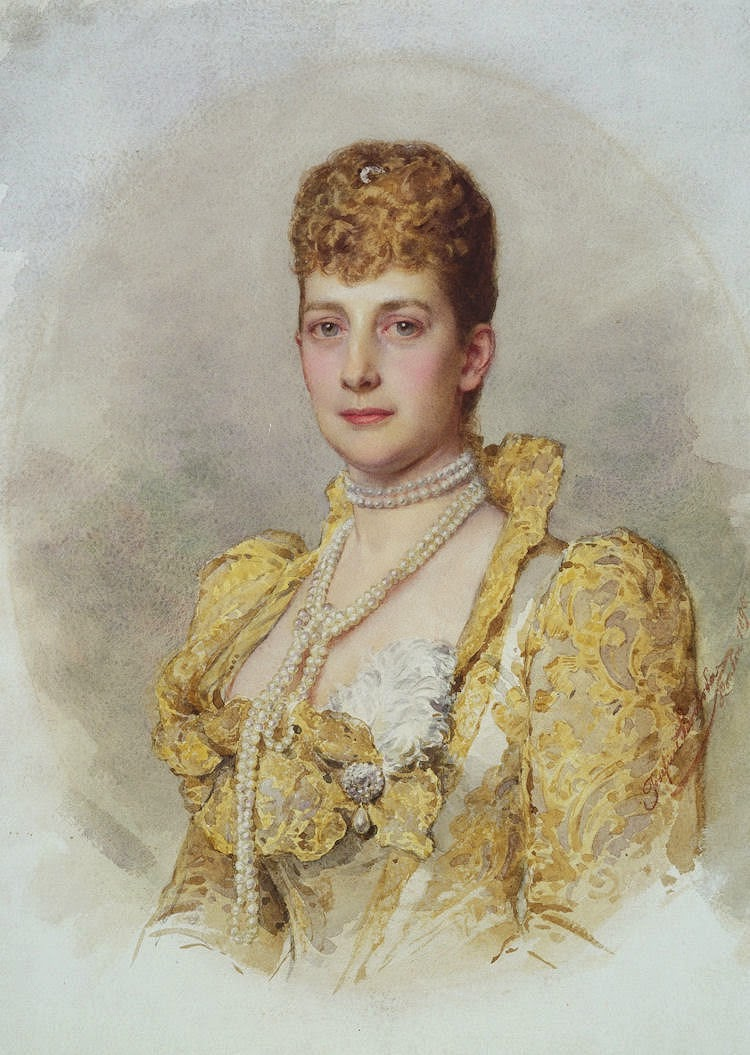
Dániai Alexandra brit királyné arcképe (1895)

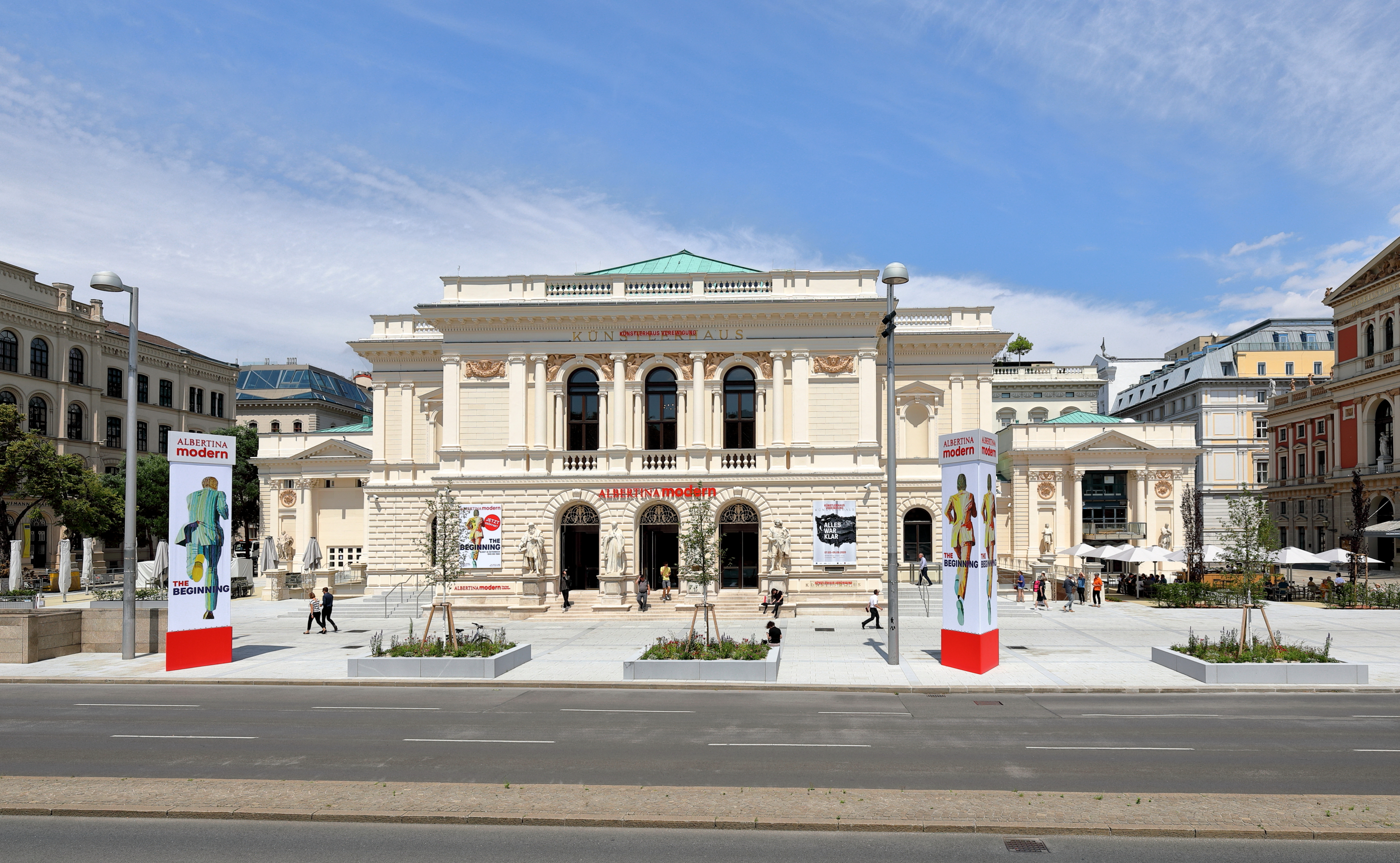
Albertina

Josefine Swoboda (Bécs, 1861. január 29. – Bécs, 1924. október 27.) osztrák portréfestő és grafikus, Viktória brit királynő udvari festője.

## Pályafutása
Apja, Eduard Swoboda, korának ismert biedermeier portré- és csendéletfestője volt. Apai nagybátyja, id. Rudolf Swoboda tájkép- és állatfestő, bátyja, ifj. Rudolf Swoboda portrékat és keleti témákat festett. Josefine édesapjától kapta első festőleckéit. 1878-ban az iparművészeti iskolába járt, ma ez a Bécsi Iparművészeti Egyetem. 1886-ig a figuratív ábrázolást és festést tanult.
1879 és 1880 között Ferdinand Laufberger volt a tanára, de mivel ő meghalt, Julius Victor Bergernél tanult tovább, és akvarell portrékra szakosodott. Már 1878-ban megkapta első megbízását. 1880-ban Constantin von Wurzbach azt írta róla a Biographisches Lexikon des Kaiserthums Oesterreich lexikonba, hogy „...pompás munkái gyorsan vevőre találnak, és a csupán 19 éves művésznő a legszebb reményekre jogosult”. Főleg akvarell portréket készített, de életképeket és csendéleteket is festett. Kitűnően értett a miniatúrafestéshez, gyakran fényképek alapján dolgozott.
Rudolf bátyja már 1886-tól az angol királyi udvarnál volt festő. Josefine elküldte néhány festményét Londonba, és 1890-ben Viktória királynő udvari festője lett. 28 akvarellje (amelyekből 13 saját másolat is megmaradt) ma is látható a Windsori kastélyban található Royal Collectionban. 1886-ban állított ki először a bécsi Künstlerhausban, ahol először műkedvelőként, majd az Akvarell klub levelező tagjaként szerepelt. 1921-ig rendszeresen jelen volt képeivel a Künstlerhausban évenként megrendezett kiállításokon. 1888-ban Hamburgban állította ki Irén hessen–darmstadti hercegnő arcképét. Münchenben és Berlinben is kiállította festményeit. Bécsben vendégként vett részt a Nyolc képzőművésznő csoportja kiállításain. Ezeket évente ill. kétévente rendezték meg 1900 és 1909 között a Pisko Képzőművészeti Szalonban, ami a bécsi fin de siècle egyik legfontosabb művészeti szalonjának számított. 1895-ben alapította Gustav Pisko.
Munkássága halála után feledésbe merült. 1995-ben Delia Millar felvette a Royal Collectionban található festményeit az akvarellfestészet katalógusába (catalogue raisonné), és 2004-ben részletes élet- és pályarajzot írt róla Herbert Zemen. Posztumusz jelent meg 1930-ban egy anekdota Ferenc József utolsó pózolása címmel. A miniatűr arcképének honoráriumát megduplázta, mert ...„nem járja, hogy a keret többe kerüljön, mint maga a műalkotás.”
Festményei megtalálhatók Bécs város múzeumában, az  Albertina grafikai gyűjteményében, és a Windsori kastély Royal Collection gyűjteményében.

## Fordítás
- Ez a szócikk részben vagy egészben  a   Josefine Swoboda című német Wikipédia-szócikk ezen változatának fordításán alapul.  Az eredeti cikk szerkesztőit annak laptörténete sorolja fel. Ez a jelzés csupán a megfogalmazás eredetét és a szerzői jogokat jelzi, nem szolgál a cikkben szereplő információk forrásmegjelöléseként.